# 马尔科·埃尔斯纳
马尔科·埃尔斯纳（1960年4月11日—2020年5月18日），斯洛文尼亚男子足球运动员，司职后卫。他曾代表南斯拉夫国奥队参加1984年夏季奥林匹克运动会足球比赛，获得一枚铜牌。